# Partido Democrático Popular de Uzbekistán
El Partido Democrático Popular de Uzbekistán (en uzbeko: O'zbekistan Xalq Demokratik Partiyasi, siglas OXDP o PDPU) es un partido político de Uzbekistán, que fue fundado el 1 de noviembre de 1991, después de que el Partido Comunista de la República Socialista Soviética de Uzbekistán acordase poner fin a sus lazos con el Partido Comunista de la Unión Soviética y cambiar su nombre a PDPU. El partido fue dirigido por el presidente Islom Karimov desde su fundación hasta el año 2007.
En las últimas elecciones legislativas del 24 de diciembre de 2004 y del 9 de enero de 2005, el partido ganó 28 de 120 escaños. El partido tiene su sede en la capital, Taskent.